# Roberto Capablanca
Roberto Mórbido Bonofiglio (Argentina, 26 de agosto de 1929 - Montevideo, 2 de diciembre de 2013) más conocido como Roberto Capablanca fue un artista y humorista uruguayo de origen argentino.

## Historia
En el marco de la gira de una compañía artística integrada por 35 personas realiza su primera visita a Uruguay. La misma tuvo lugar en 1955, debutando en Montevideo en distintos espectáculos y peñas, ocasión en la cual crea el dúo "Los Capablanca".
En su extensa trayectoria de más de 50 años actuó en tablados, teatro, cine y en varios canales de televisión, tanto de Montevideo como del interior del país. Perteneció al grupo de precursores de la televisión y fue uno de los pioneros que inauguró en Montevideo el Saeta TV Canal 10. Entre los programas televisivos que lo tuvieron en su elenco se cuentan "El show del mediodía" durante más de diez años y "La Cantina", que se emitía en Monte Carlo TV.
En radio trabajó para Radio Nacional y últimamente en Galaxia FM en distintos programas humorísticos. También actuó en varias películas como "El conventillo de la Paloma", "Los muchachos de antes no  usaban gomina" y también "Y mañana serán hombres", junto a importantes actores como Juan Carlos Thorry y Santos Discépolo.
Falleció el 2 de diciembre de 2013 de un paro cardíaco.

## Discografía
- Franja Verde (con Los Tribelinos. Divertimento D-692)
- Navidad Verde (Divertimento D-693)
- Ta parió (Clave - Divertimento 31-1075)
- El hijo del mellado (Divertimento D-696. Editado también por Clave con la serie 31-1082)